# Deus Reina
Deus Reina é um álbum gravado pelo ministério de louvor mineiro Diante do Trono junto ao grupo de Louvor da Igreja Batista da Lagoinha. O disco é o segundo trabalho produzido em parceria com a Gateway Church, depois da regravação do álbum God Be Praised, em 2011, e contém regravações em português dos dois primeiros álbuns ao vivo da banda americana, Living For You e Wake Up The World.
O Ministério Diante do Trono e a Onimusic firmaram  um acordo de distribuição no mês de agosto de 2015, envolvendo todo o catálogo de produtos do grupo, inclusive os infantis. Dentre as novidades da parceria, foi disponibilizado  gratuitamente o playback do CD no site da gravadora.[carece de fontes?]
O álbum é composto por 13 faixas. Participam do projeto os cantores Ana Paula Valadão, André Valadão, Mariana Valadão e Felipe Valadão, Nívea Soares, Israel Salazar, Tião Batista, Vinicius Zulato, Sthepanie Zanandrais e Suelen Aires.  A produção executiva do projeto é de Thomas Miller. A quantidade de vendas até agora é de 20.000 cópias e na gravação estava presentes 6.000 pessoas

## Faixas
Todas as versões em português são assinadas por Ana Paula Valadão Bessa.
|    | Faixa                                          | Composição                                 | Solistas                                |
| -- | ---------------------------------------------- | ------------------------------------------ | --------------------------------------- |
| 1  | Nova Doxologia (New Doxology)                  | Psalter Genevan, Thomas Ken, Thomas Miller | Ana Paula Valadão Bessa, Israel Salazar |
| 2  | Deus Reina (The Lord Reigns)                   | Klaus Kuehn                                | André Valadão                           |
| 3  | Surpreendido (Overtaken)                       | Walker Beach                               | Felippe Valadão                         |
| 4  | Nome Tão Doce (No Sweeter Name)                | Kari Jobe                                  | Mariana Valadão                         |
| 5  | Teu Nome Invocarei (We Cry Out)                | Walker Beach                               | Stephanie Zanandrais                    |
| 6  | Tu És Bom (You Are Good)                       | Kari Jobe                                  | Ana Paula Valadão Bessa                 |
| 7  | Quando Chamo Teu Nome (When I Speak Your Name) | Elizabeth Clarke, Klaus Kuehn              | Nivea Soares                            |
| 8  | Vem, Ó Fonte (Come Thou Font, Come Thou King)  | Thomas Miller                              | Israel Salazar, Ana Paula Valadão Bessa |
| 9  | Tu És Deus (You, You Are God)                  | Walker Beach                               | Vinicius Zulato                         |
| 10 | Minha Vida É Tua (Living For You)              | Walker Beach                               | Tião Batista                            |
| 11 | Vaso de Alabastro (Alabaster Jar)              | Walker Beach, Zach Neese                   | André Valadão, Ana Paula Valadão Bessa  |
| 12 | Mais Eu Te Busco (The More I Seek You)         | Zach Neese                                 | Suelen Aires                            |
| 13 | Canção do Apocalipse (Revelation Song)         | Jennie Lee Riddle                          | Ana Paula Valadão Bessa                 |